# Hydrellia parafrontosa
Hydrellia parafrontosa är en tvåvingeart som beskrevs av Papp 1983. Hydrellia parafrontosa ingår i släktet Hydrellia och familjen vattenflugor.
Artens utbredningsområde är Ungern. Inga underarter finns listade i Catalogue of Life.